# Cantón de Grostenquin
El cantón de Grostenquin era una división administrativa francesa, que estaba situada en el departamento de Mosela y la región de Lorena.

## Composición
El cantón estaba formado por treinta y una comunas:
- Altrippe
- Baronville
- Bérig-Vintrange
- Biding
- Bistroff
- Boustroff
- Brulange
- Destry
- Diffembach-lès-Hellimer
- Eincheville
- Erstroff
- Frémestroff
- Freybouse
- Gréning
- Grostenquin
- Guessling-Hémering
- Harprich
- Hellimer
- Landroff
- Laning
- Lelling
- Leyviller
- Lixing-lès-Saint-Avold
- Maxstadt
- Morhange
- Petit-Tenquin
- Racrange
- Suisse
- Vahl-Ebersing
- Vallerange
- Viller

## Supresión del cantón de Grostenquin
En aplicación del Decreto nº 2014-183 de 18 de febrero de 2014, el cantón de Grostenquin fue suprimido el 22 de marzo de 2015 y sus 31 comunas pasaron a formar parte del nuevo cantón de Sarralbe.